# David Haussmann
David Haussmann (* 22. Juli 1839 in Ratibor, Oberschlesien; † 26. Mai 1903 in Berlin) war ein deutscher Humanmediziner, Buchautor und Publizist.

## Jugend und Ausbildung
Zuerst besuchte er die jüdische Schule und das Gymnasium in Ratibor und studierte dann Medizin an der Universität Breslau und an der Friedrich-Wilhelms-Universität in Berlin. Im Jahr 1864 nahm er als Assistenzarzt im Deutsch-Dänischen Krieg teil. Dann schrieb er die Dissertation De versione spontanea und promovierte 1866 in Berlin zum Doktor der Medizin. Im Jahr 1866 war er zuerst sechs Monate als Volontär beim Kaiser Alexander Garde-Grenadier-Regiment Nr. 1 und nahm dann am Preußisch-Österreichischen Krieg teil.

## Beruf und Wirken
Nach dem Studium praktizierte Haussmann als Arzt für Geburtshilfe und Gynäkologe in Berlin und war dann 1867–70 als Prosektor an der Berliner Frauenklinik tätig. In Jahren 1870–1871 nahm er als Chirurg im Rang des Hauptmanns am Deutsch-Französischen Krieg teil und wurde bei Metz verwundet. Für die militärischen Leistungen erhielt er das Düppeler Sturmkreuz 1864 und dann das Eiserne Kreuz.
Haussmann schrieb sechs Sachbücher und publizierte rund 60 Artikel in der Berliner Fachpresse. Eines seiner Bücher wurde 1875 in Paris von Paul-Ernest Walther in das Französische übersetzt. Er hat eingehend und systematisch die Verhütung und Behandlung der Infektionen, die während der Geburt entstehen, untersucht und behandelt. Er untersuchte Infektionen, die bei den gynäkologischen Untersuchungen und Operationen entstehen sowie die Vorbeugung bei Gonorrhoe.

## Werke (Auswahl)
- De versione spontanea: Dissertatio inauguralis obstetrica. Hermann Berolini, Berlin 1862.
- Die Parasiten der weiblichen Geschlechtsorgane des Menschen und einigen Tiere. Berlin 1870.
  - Paul-Ernest Walther: Parasites des organes sexuels femelles, de l’homme et de quelques animaux. Paris 1875.
- Die Lehre von der Decidua menstrualis. Berlin 1870.
- Die Parasiten der Brustdrüse. Berlin 1874. Neuauflage: Nabu Press 2011, ISBN 978-1-246-73505-5.
- Über Entstehung der übertragbaren Krankheiten des Wochenbettes. Berlin 1875.
- Über das Verhalten der Spermatozoiden in den Sexualorganen des Weibes. Berlin 1879.
- Die Bindehautinfectionen der Neugeborenen. Stuttgart 1882. Neuauflage: BiblioBazaar 2010, ISBN 978-1-141-29369-8.

## Publikationen
- Virchows: Archiv für Pathologische Anatomie und Physiologie und für Klinische Medizin.
- Reicherts: Archiv für Anatomie, Physiologie und wissenschaftliche Medicin.
- Berliner Klinische Wochenschrift.
- Deutsche Medizinische Wochenschrift.
- Monatsschrift für Geburtskunde.
- Archiv für Gynäkologie.
- Zeitschrift für Geburtshilfe.
- Centralblatt für Gynäkologie.